# Shorea-fajok listája

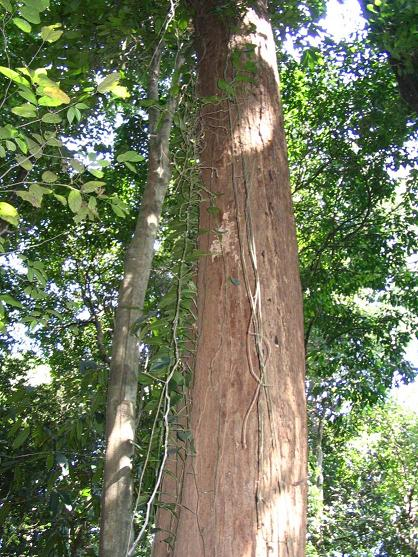
Shorea bracteolata

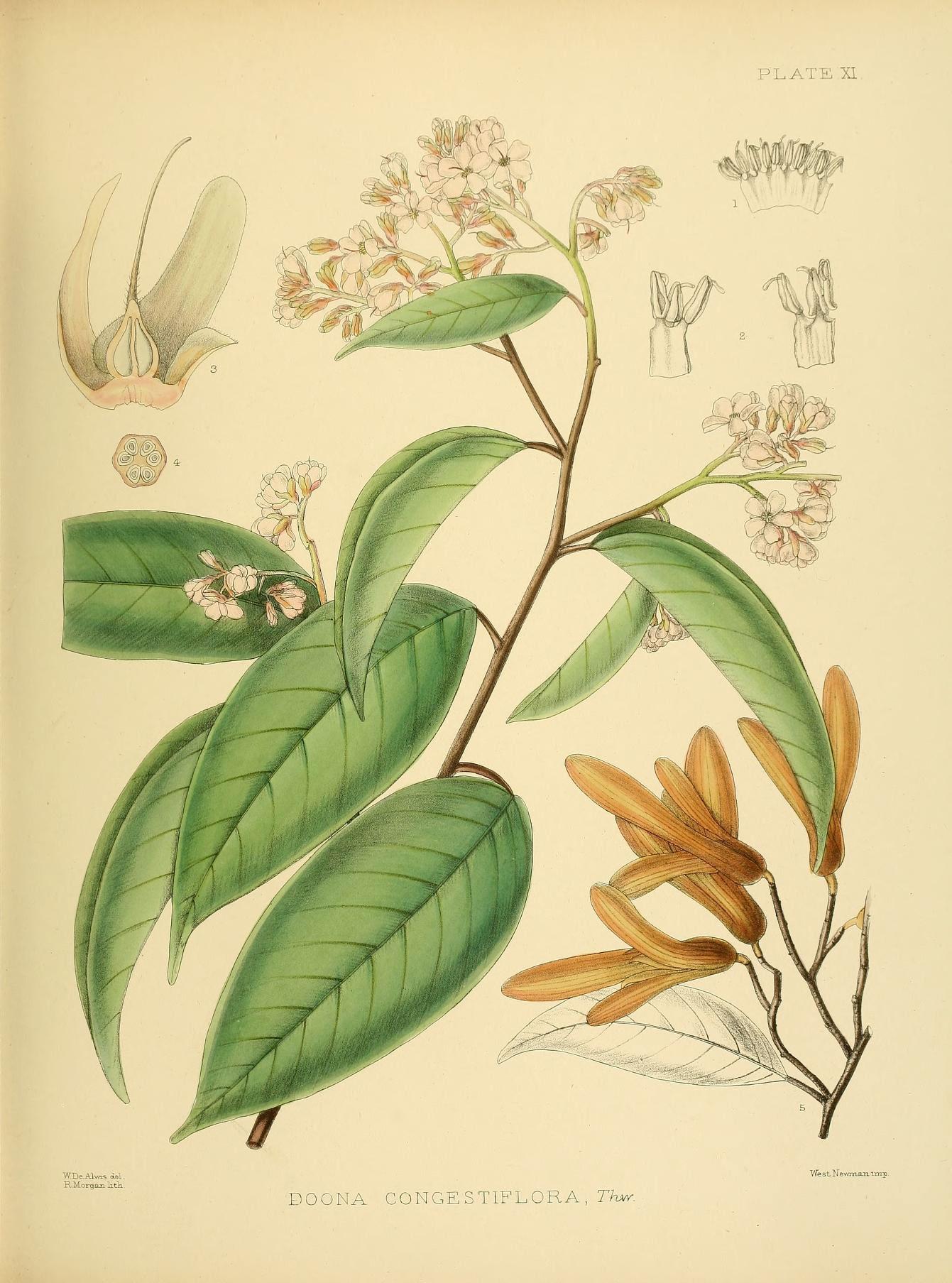
Shorea congestiflora

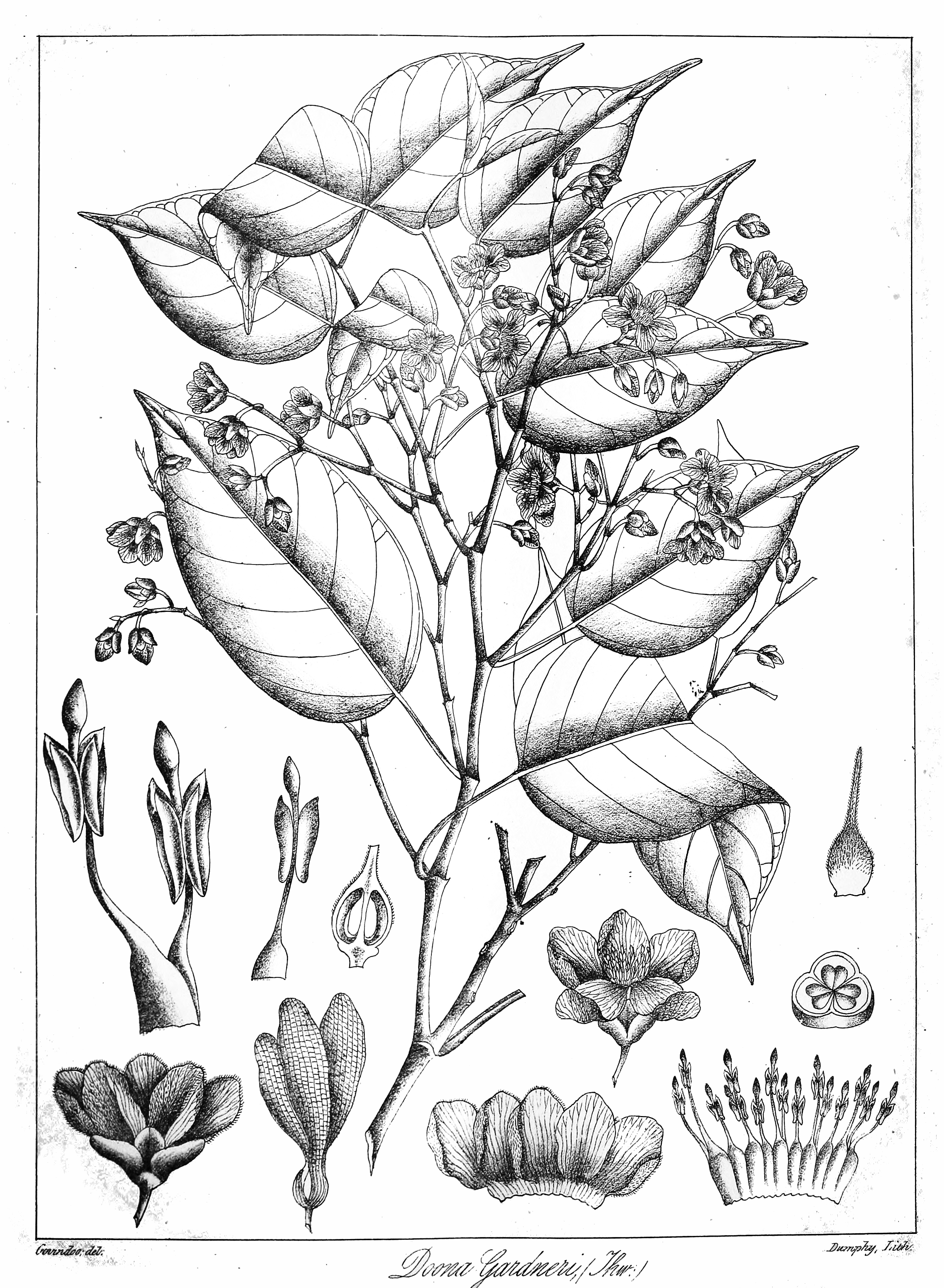
Shorea gardneri

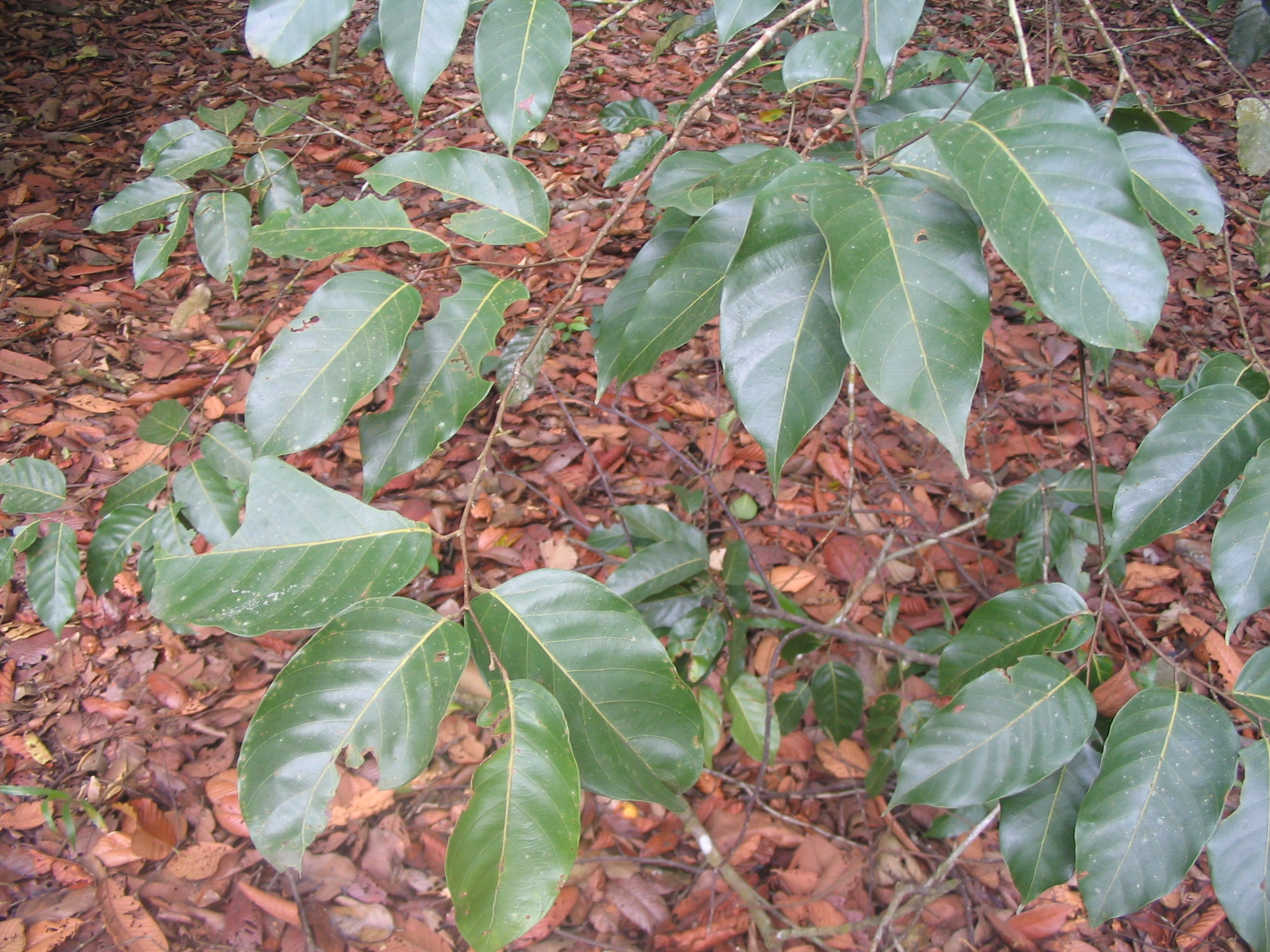
Shorea glauca

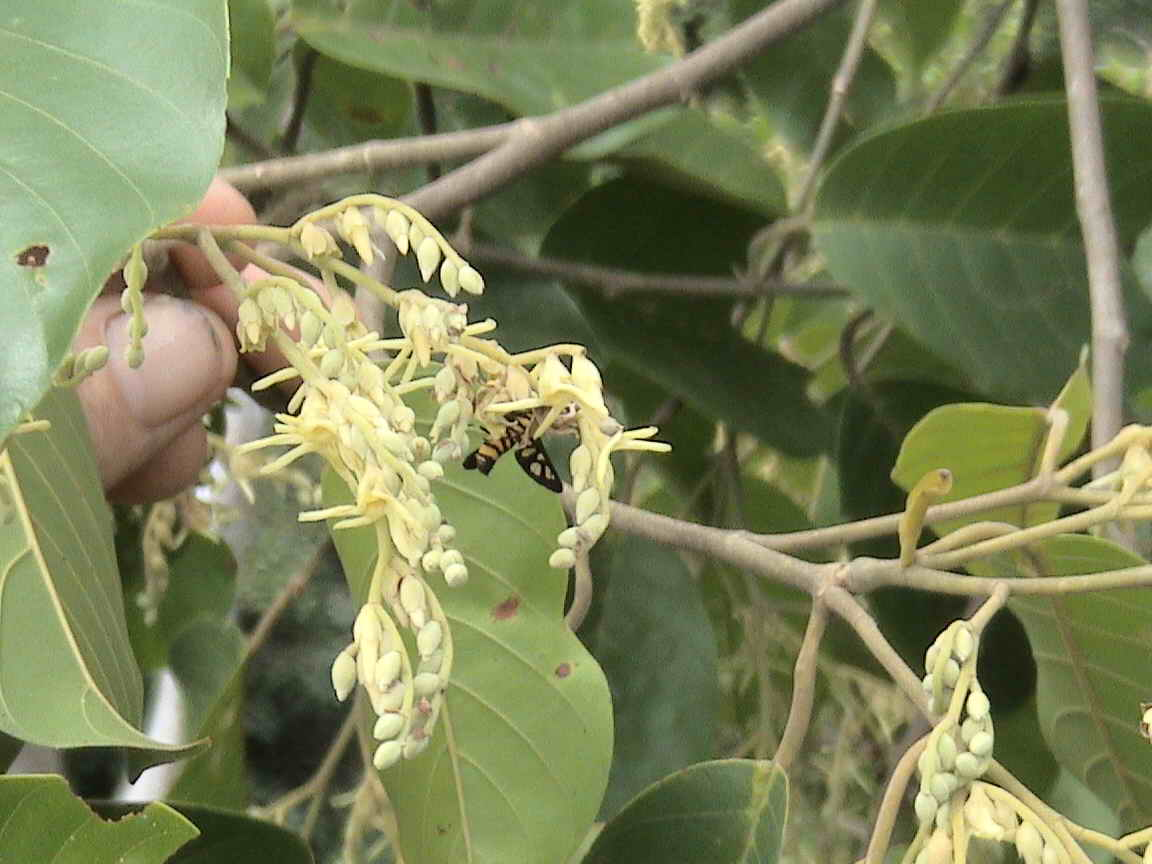
Shorea johorensis

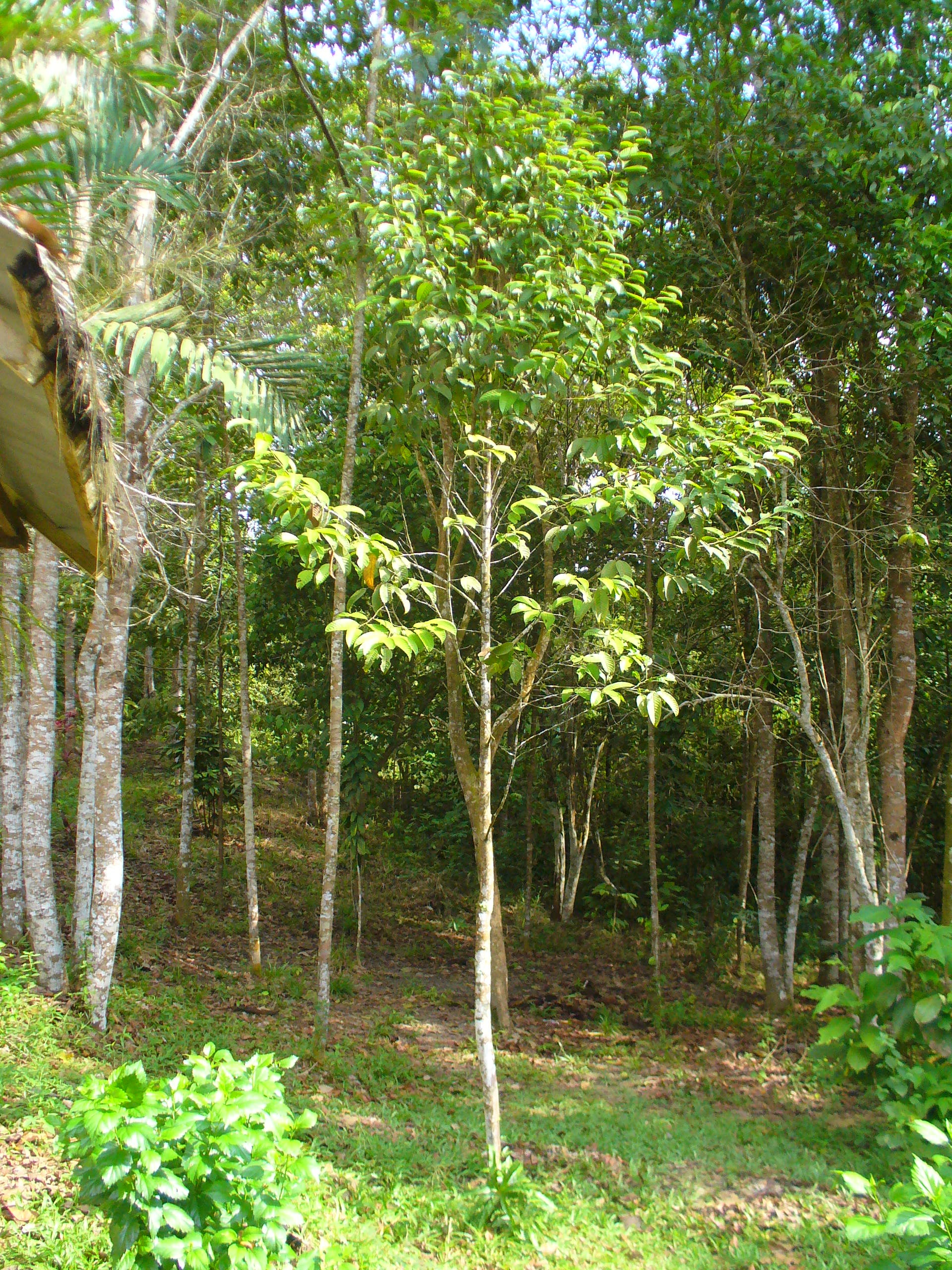
Shorea leprosula

A Shorea a mályvavirágúak (Malvales) rendjébe, ezen belül a dipterokarpuszfélék (Dipterocarpaceae) családjába tartozó nemzetség.

## A fajok felsorolása
A körülbelül 196 faj az alábbi 11 alnemzetségbe és egy incertae sedis, azaz „bizonytalan helyzetű” csoportba van összegyűjtve (az alábbi listában 151 faj szerepel):
- Anthoshorea - alnemzetség; 11 faj
  - Shorea agamii P.S.Ashton
  - Shorea bracteolata Dyer
  - Shorea confusa P.S.Ashton
  - Shorea cordata P.S.Ashton
  - Shorea dealbata Foxw.
  - Shorea gratissima (Wall. ex Kurz)Dyer
  - Shorea lamellata Foxw.
  - Shorea ochracea Symington
  - Shorea resinosa Foxw.
  - Shorea symingtonii Wood
  - Shorea virescens Parijs

- Brachypterae - alnemzetség; 22 faj
  - Shorea almon Foxw.
  - Shorea andulensis P.S.Ashton
  - Shorea bullata P.S.Ashton
  - Shorea carapae P.S.Ashton
  - Shorea coriacea Burck
  - Shorea fallax Meijer
  - Shorea flaviflora Wood ex P.S.Ashton
  - Shorea flemmichii Symington
  - Shorea inaequilateralis Symington
  - Shorea johorensis Foxw.
  - Shorea kunstleri King
  - Shorea monticola P.S.Ashton
  - Shorea pachyphylla Ridl. ex Symington
  - Shorea palembanica Miq.
  - Shorea parvistipulata F.Heim
  - Shorea pauciflora King
  - Shorea platyclados Slooten ex Foxw.
  - Shorea pubistyla P.S.Ashton
  - Shorea scaberrima Burck
  - Shorea smithiana Symington
  - Shorea venulosa Wood ex Meijer
  - Shorea waltoni Wood ex Meijer

- Doona - alnemzetség; 7 faj
  - Shorea affinis (Thwaites) P.S.Ashton
  - Shorea congestiflora (Thwaites) P.S.Ashton
  - Shorea cordifolia (Thwaites) P.S.Ashton
  - Shorea disticha (Thwaites) P.S.Ashton
  - Shorea megistophylla P.S.Ashton
  - Shorea trapezifolia (Thwaites) P.S.Ashton
  - Shorea zeylanica (Thwaites) P.S.Ashton

- Mutica - alnemzetség; 25 faj
  - Auriculatae - csoport
    - Shorea acuta P.S.Ashton
    - Shorea ferruginea Dyer ex Brandis
    - Shorea macroptera Dyer
    - Shorea myrionerva Symington ex P.S.Ashton
    - Shorea sagittata P.S.Ashton
    - Shorea slootenii Wood ex P.S.Ashton

  - Mutica - csoport
    - Shorea argentifolia Symington
    - Shorea curtisii Dyer ex Brandis
    - Shorea dasyphylla Foxw.
    - Shorea foraminifera P.S.Ashton
    - Shorea hemsleyana (King) King ex Foxw.
    - Shorea leprosula Miq.
    - Shorea macrantha Brandis
    - Shorea ovata Dyr ex Brandis
    - Shorea pallidifolia P.S.Ashton
    - Shorea parvifolia Dyer
    - Shorea platycarpa F.Heim
    - Shorea retusa Meijer
    - Shorea revoluta P.S.Ashton
    - Shorea rubra P.S.Ashton
    - Shorea rugosa F.Heim
    - Shorea scabrida Symington
    - Shorea teysmanniana Dyer ex Brandis
    - Shorea uliginosa Foxw.
    - Shorea quadrinervis Slooten

- Neohopea - alnemzetség; 1 faj
  - Shorea isoptera P.S.Ashton

- Ovalis - alnemzetség; 1 faj
  - Shorea ovalis (Korth.) Blume

- Pachycarpae - alnemzetség; 11 faj
  - Shorea amplexicaulis P.S.Ashton
  - Shorea beccariana Burck
  - Shorea macrophylla (de Vriese) P.S.Ashton
  - Shorea mecistopteryx Ridl.
  - Shorea pilosa P.S.Ashton
  - Shorea pinanga Scheff.
  - Shorea praestans P.S.Ashton
  - Shorea rotundifolia P.S.Ashton
  - Shorea splendida (de Vriese) P.S.Ashton
  - Shorea stenoptera Burck
  - Shorea woodii P.S.Ashton

- Pentacme - alnemzetség; 2 faj
  - Shorea contorta S.Vidal
  - Shorea siamensis Miq.

- Richetioides - alnemzetség; 29 faj
  - Shorea acuminatissima Symington
  - Shorea alutacea P.S.Ashton
  - Shorea angustifolia P.S.Ashton
  - Shorea bakoensis P.S.Ashton
  - Shorea balanocarpoides Symington
  - Shorea chaiana P.S.Ashton
  - Shorea collaris Slooten
  - Shorea cuspidata P.S.Ashton
  - Shorea faguetiana F.Heim
  - Shorea faguetioides P.S.Ashton
  - Shorea gibbosa Brandis
  - Shorea hopeifolia (F.Heim) Symington
  - Shorea iliasii P.S.Ashton
  - Shorea induplicata Slooten
  - Shorea kudatensis Wood ex Meijer
  - Shorea laxa Slooten
  - Shorea longiflora (Brandis) Symington
  - Shorea longisperma Roxb.
  - Shorea macrobalanos P.S.Ashton
  - Shorea mujongensis  P.S.Ashton
  - Shorea multiflora (Burck) Symington
  - Shorea obovoidea Slooten
  - Shorea patoiensis P.S.Ashton
  - Shorea peltata Symington
  - Shorea polyandra P.S.Ashton
  - Shorea richetia Symington
  - Shorea subcylindrica Slooten
  - Shorea tenuiramulosa P.S.Ashton
  - Shorea xanthophylla Symington

- Rubella - alnemzetség; 4 faj
  - Shorea albida Symington
  - Shorea dispar P.S.Ashton
  - Shorea elliptica Burck
  - Shorea rubella P.S.Ashton

- Shorea - alnemzetség; 26 faj
  - Barbata - csoport
    - Shorea asahii P.S.Ahston
    - Shorea biawak P.S.Ahston
    - Shorea ladiana P.S.Ashton
    - Shorea laevis Ridl.
    - Shorea maxwelliana King
    - Shorea micans P.S.Ashton

  - Shorea - csoport
    - Shorea atrinervosa Symington
    - Shorea brunnescens P.S.Ashton
    - Shorea calcicola P.S.Ashton
    - Shorea crassa P.S.Ashton
    - Shorea domatiosa P.S.Ashton
    - Shorea exelliptica Meijer
    - Shorea falcifera Dyer ex Brandis
    - Shorea falciferoides Foxw.
    - Shorea foxworthyi Symington
    - Shorea geniculata Symington ex P.S.Ashton
    - Shorea guiso (Blanco) Blume
    - Shorea havilandii Brandis
    - Shorea hypoleuca Meijer
    - Shorea inappendiculata Burck
    - Shorea lunduensis P.S.Ashton
    - Shorea materialis Ridl.
    - Shorea obscura Meijer
    - Shorea scrobiculata Burck
    - Shorea seminis (de Viese) Slooten
    - Shorea superba Symington

- Bizonytalan helyzetűek; 12 faj
  - Shorea gardneri (Thw.) P.S. Ashton
  - Shorea glauca King
  - Shorea hypochra Hance
  - Shorea maxima (King) Sym.
  - Shorea obtusa Wall.
  - Shorea polysperma (Blanco) Merr.
  - szálafa (Shorea robusta) C. F. Gaertn. - típusfaj
  - Shorea roxburghii G. Don
  - Shorea sumatrana (Sl. ex Th.) Sym. ex Dsch.
  - Shorea thorelii Pierre ex laness
  - Shorea trapezifolia (Thwaites) P. Ashton
  - Shorea tumbuggaia Roxb.

## Képek

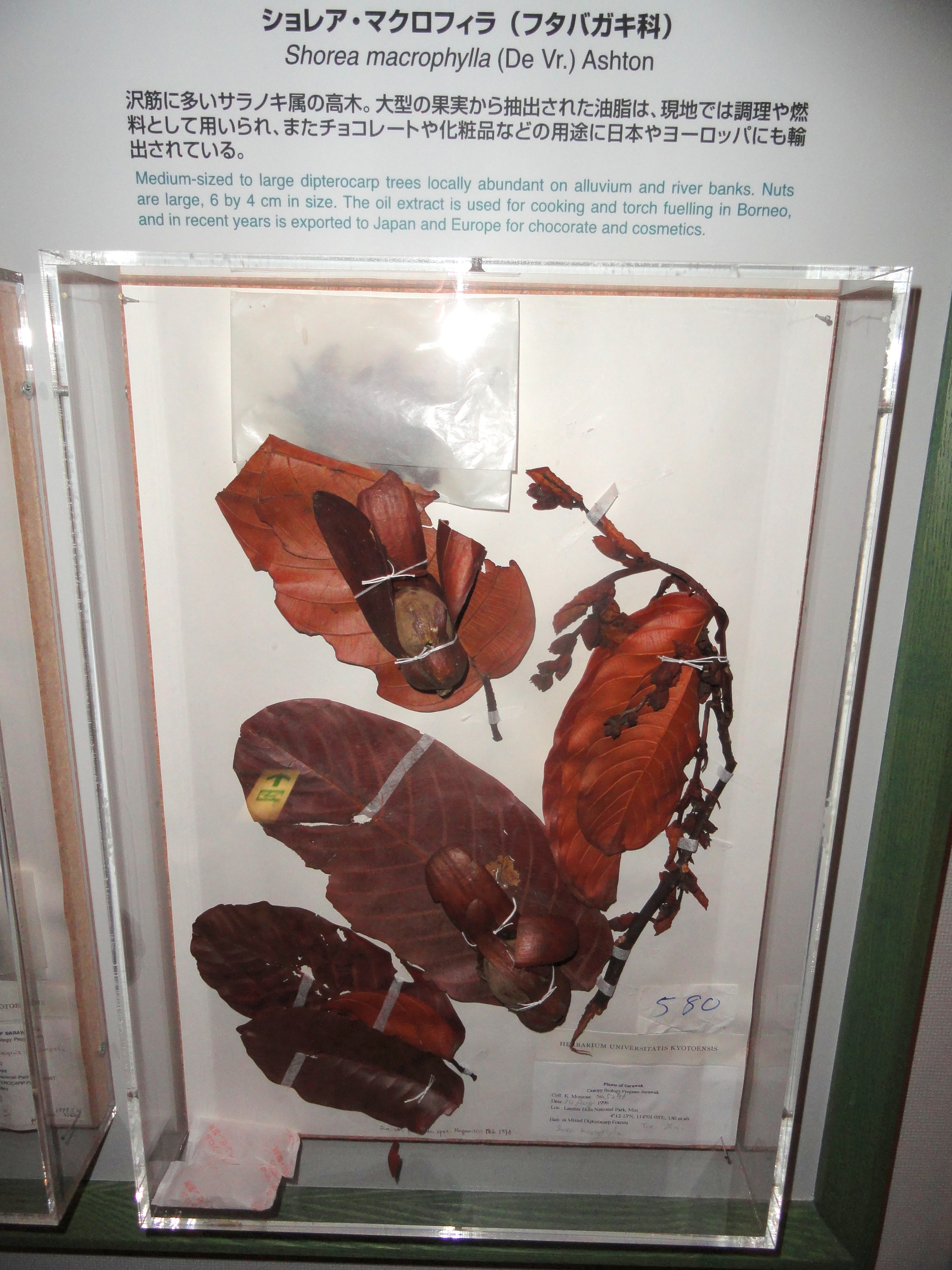
Shorea macrophylla
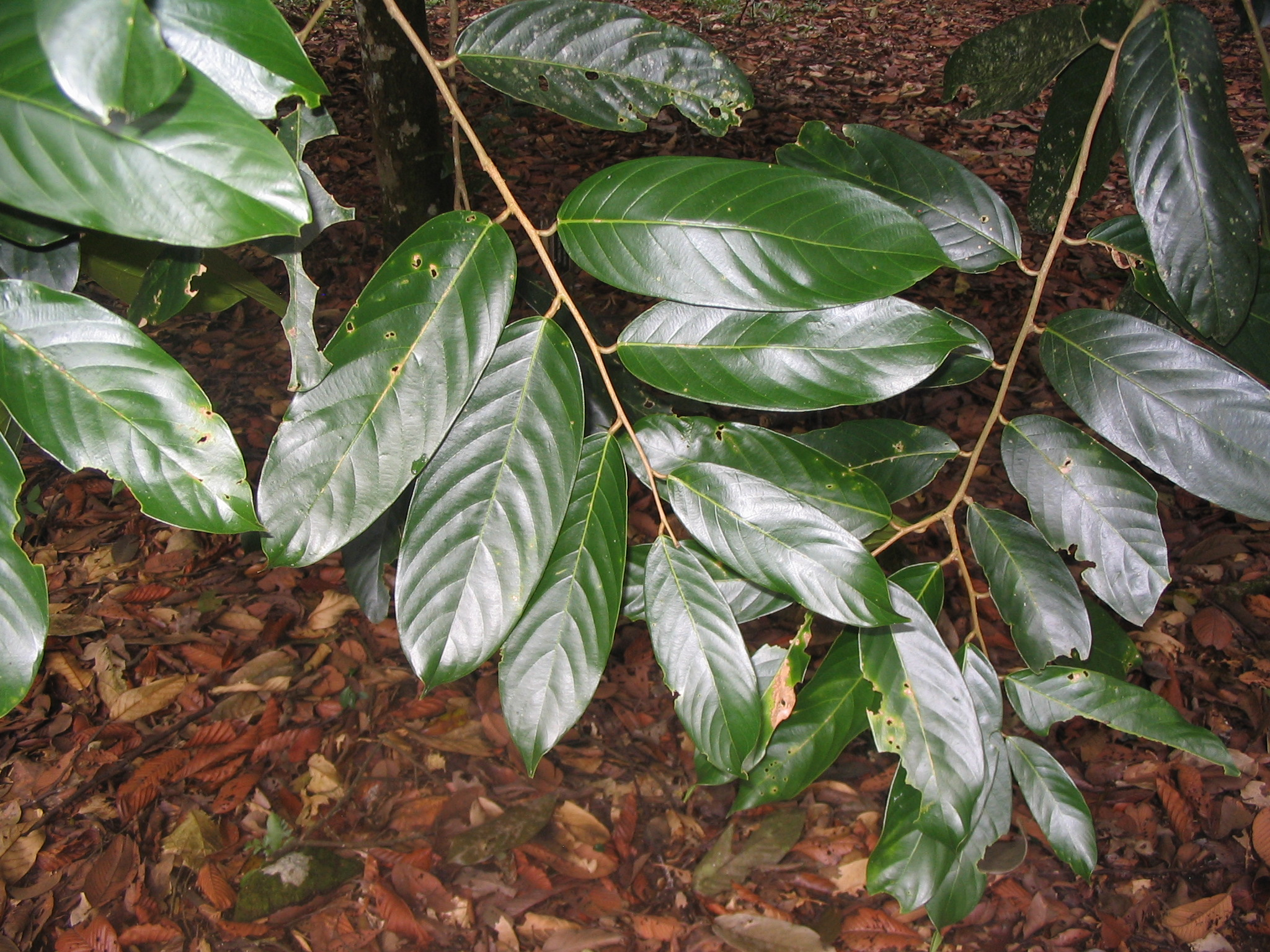
Shorea maxima
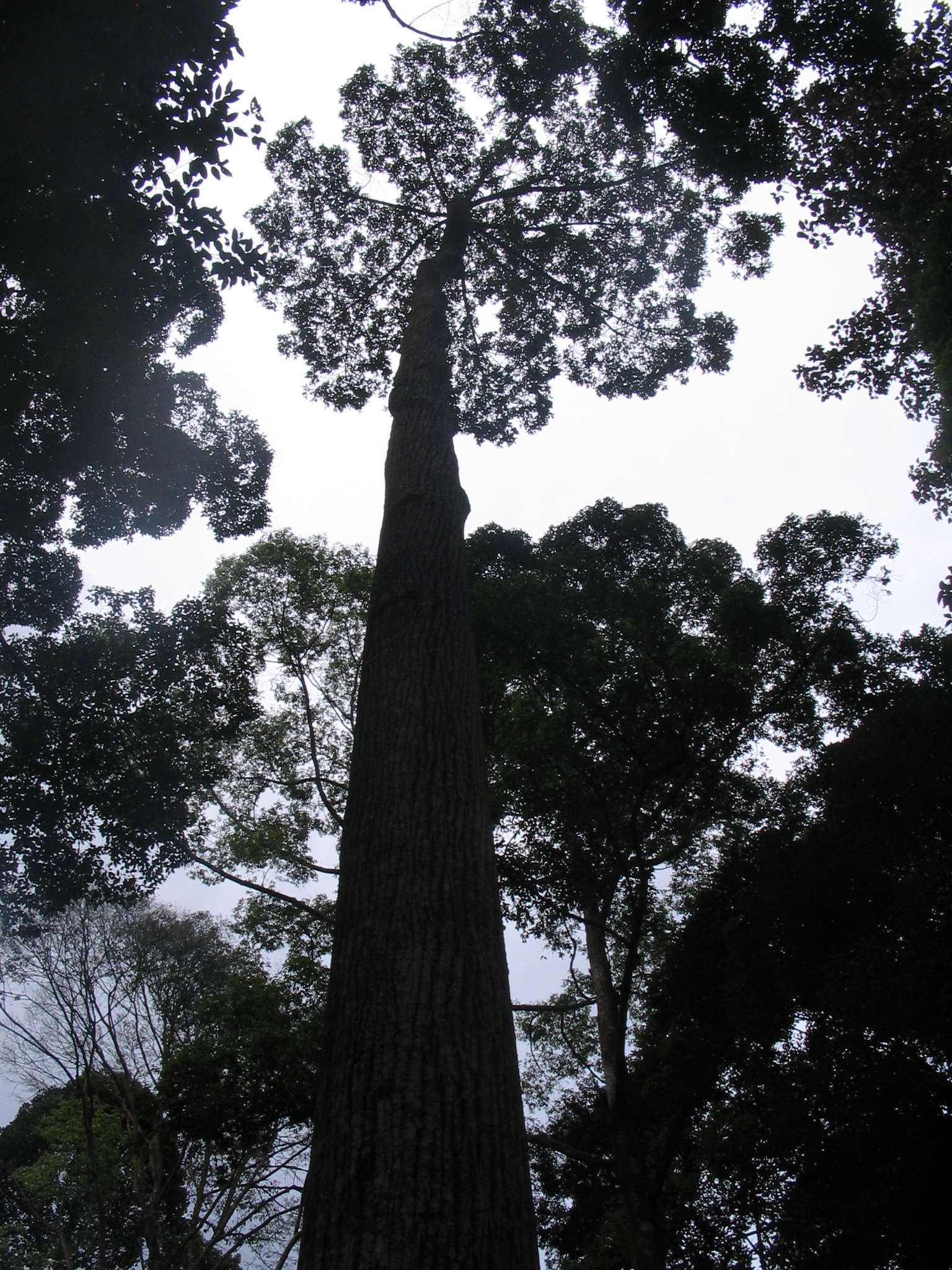
Shorea ovalis
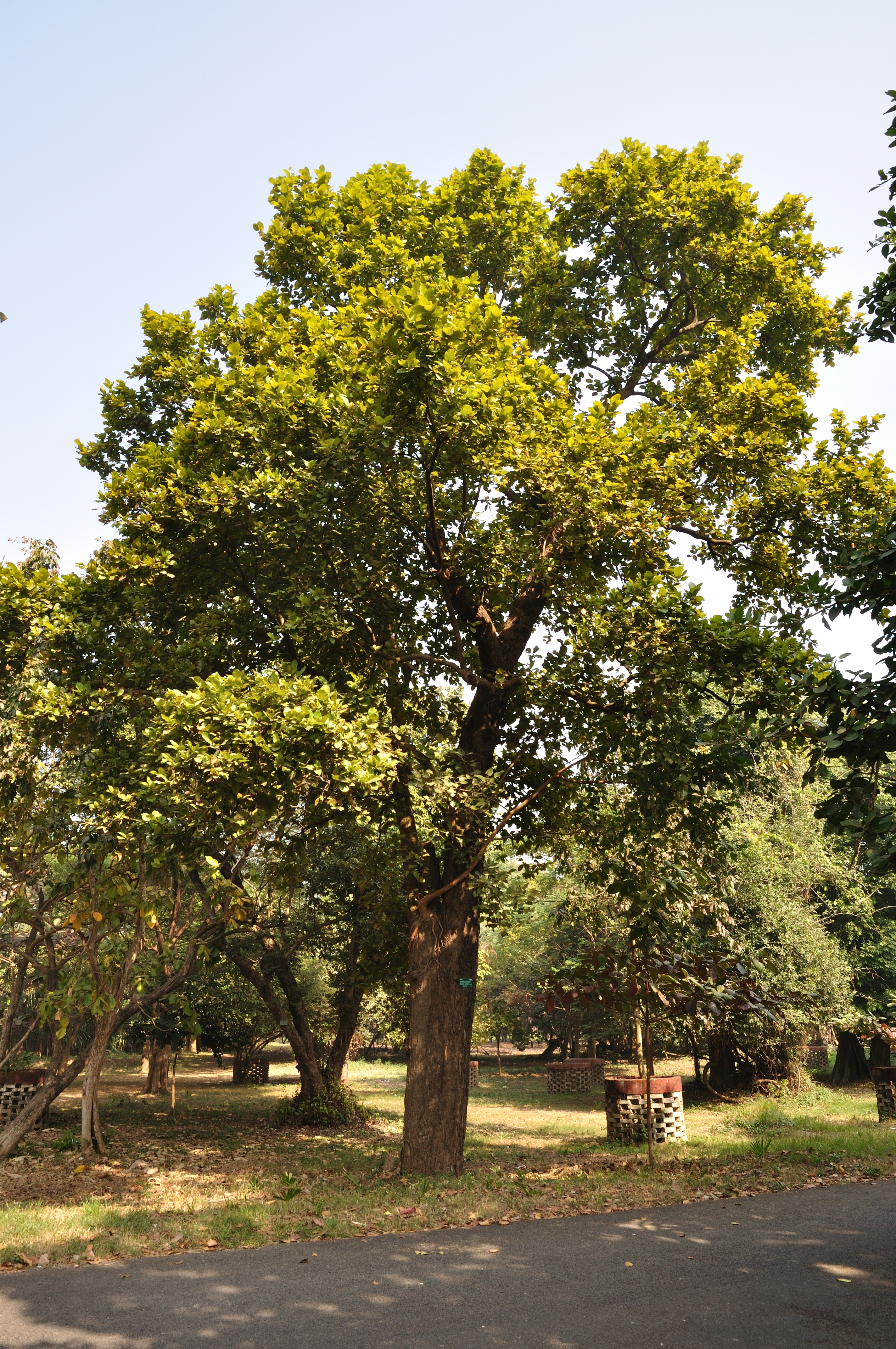
Shorea robusta
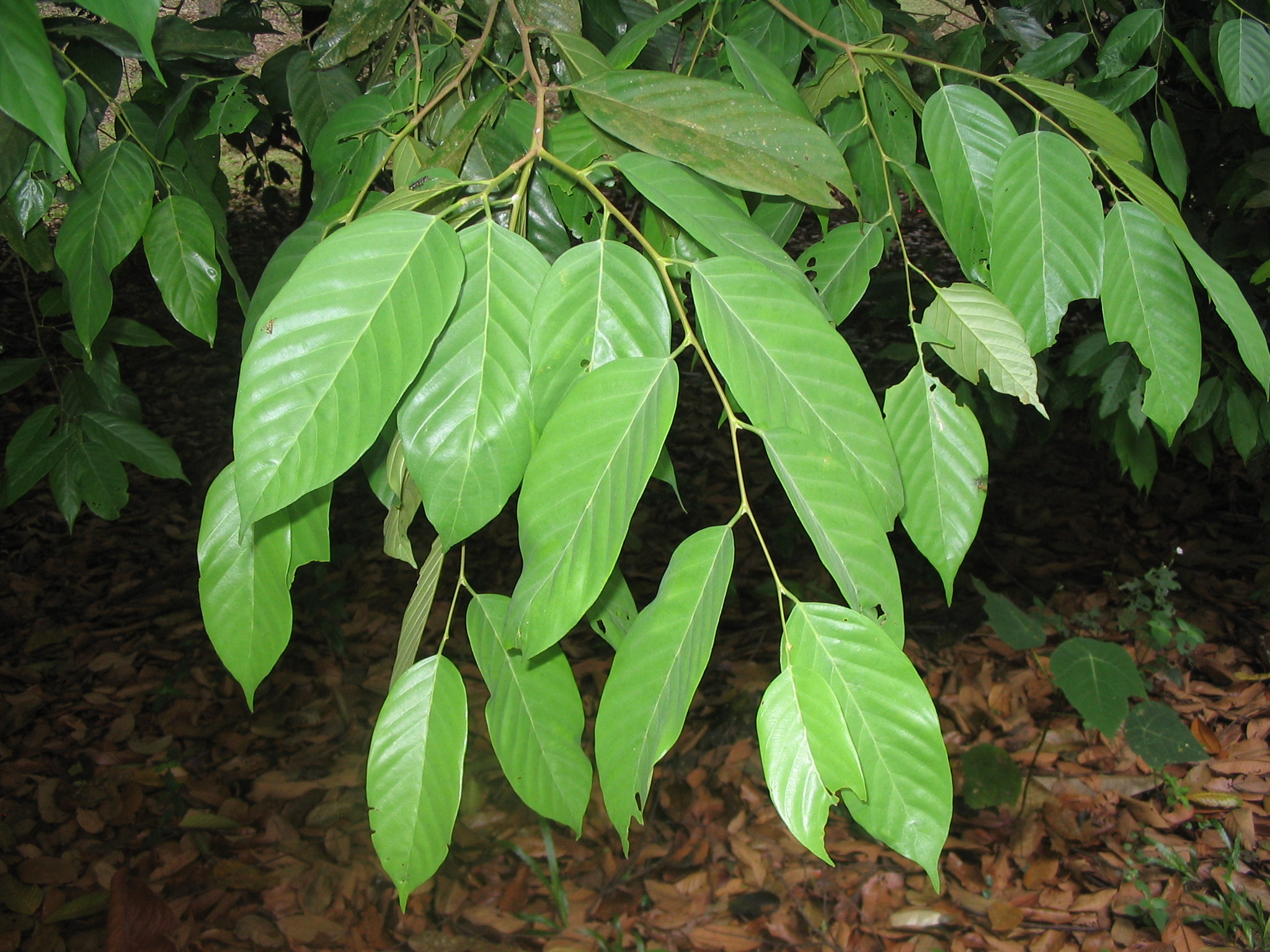
Shorea sumatrana
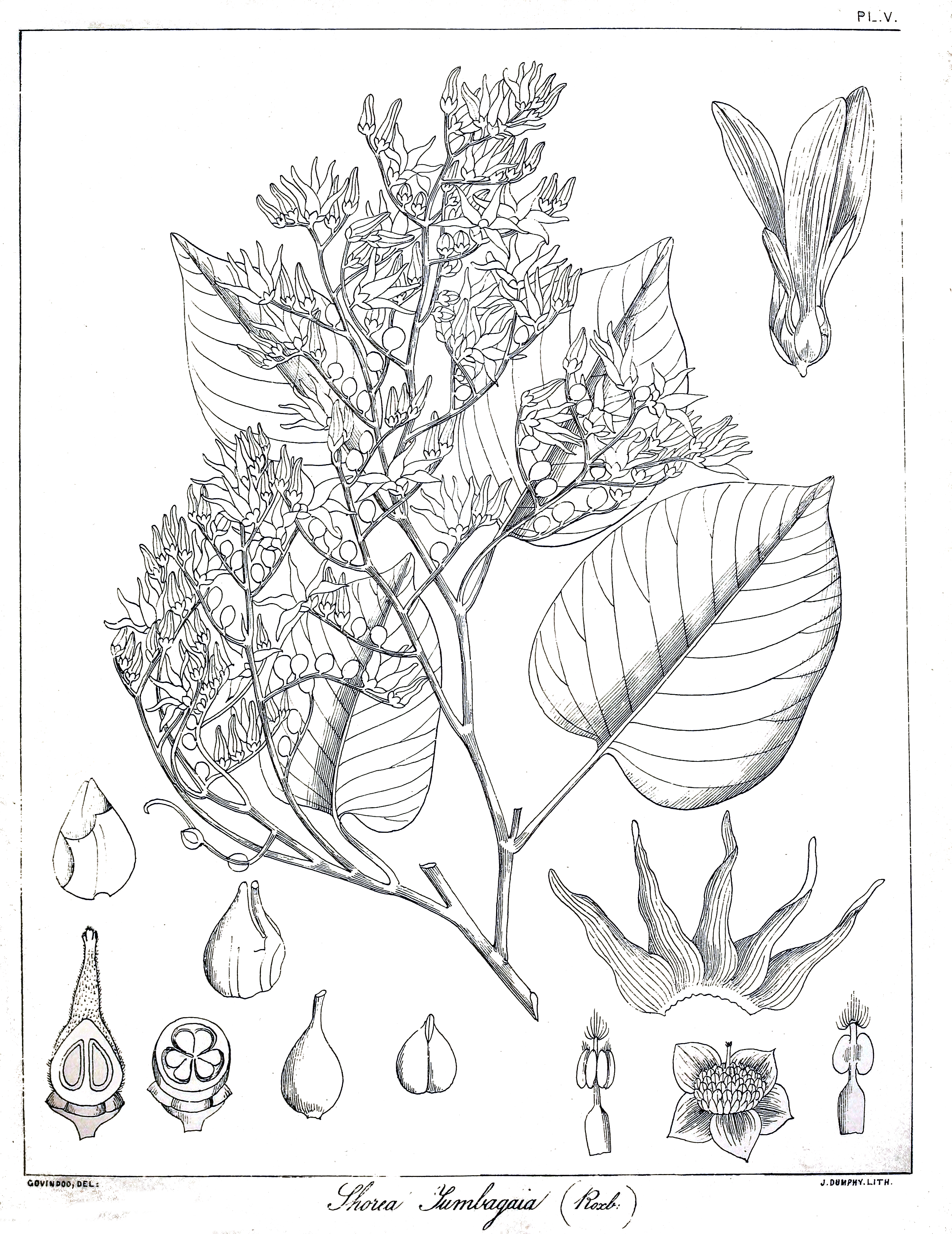
Shorea tumbuggaia
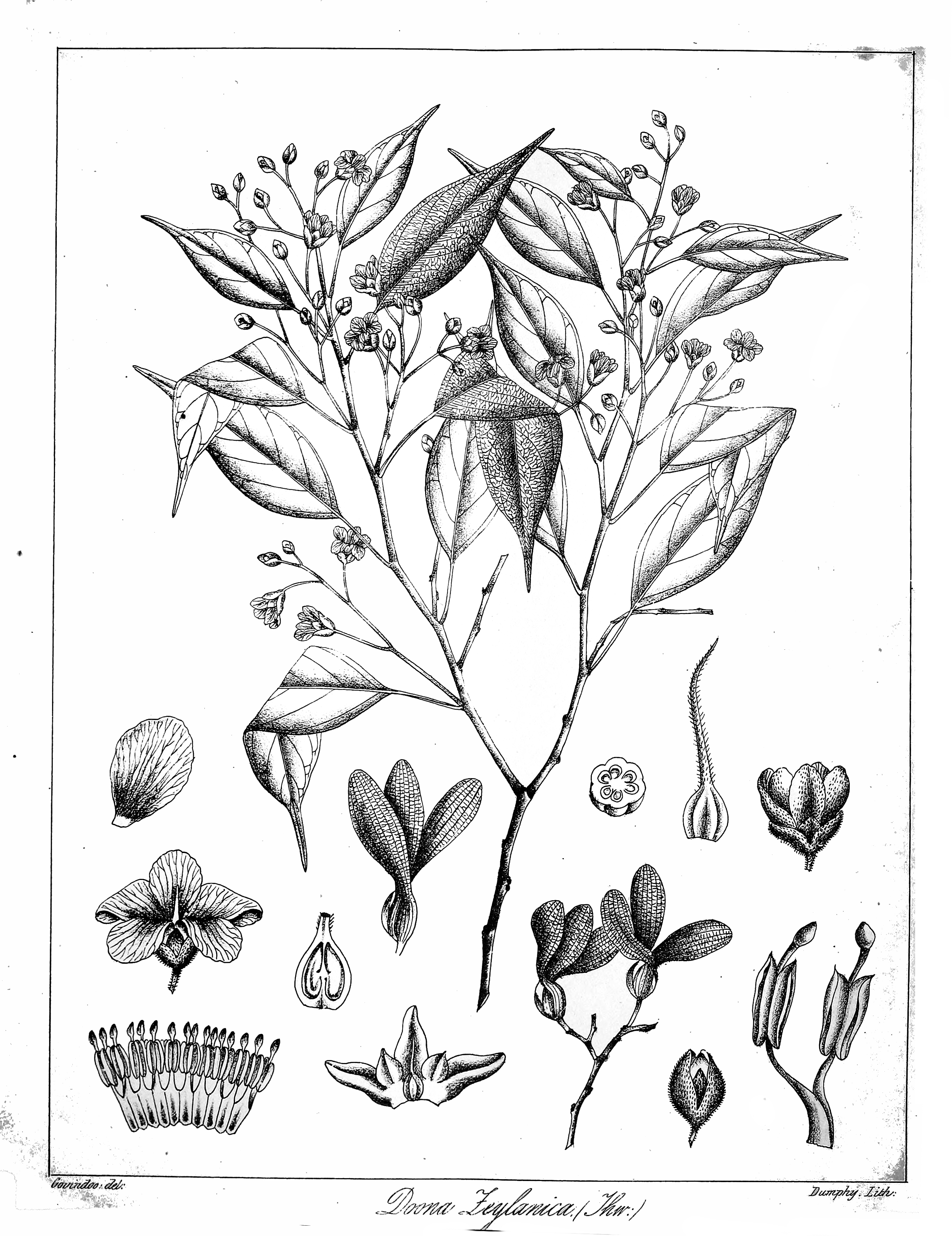
Shorea zeylanica

## Fordítás
- Ez a szócikk részben vagy egészben  a   Shorea című angol Wikipédia-szócikk ezen változatának fordításán alapul.  Az eredeti cikk szerkesztőit annak laptörténete sorolja fel. Ez a jelzés csupán a megfogalmazás eredetét és a szerzői jogokat jelzi, nem szolgál a cikkben szereplő információk forrásmegjelöléseként.
- Ez a szócikk részben vagy egészben  a   List of Shorea species című angol Wikipédia-szócikk ezen változatának fordításán alapul.  Az eredeti cikk szerkesztőit annak laptörténete sorolja fel. Ez a jelzés csupán a megfogalmazás eredetét és a szerzői jogokat jelzi, nem szolgál a cikkben szereplő információk forrásmegjelöléseként.